# Diplazium legalloi
Diplazium legalloi är en majbräkenväxtart som beskrevs av George Richardson Proctor.
Diplazium legalloi ingår i släktet Diplazium och familjen Athyriaceae. Inga underarter finns listade i Catalogue of Life.